# Seaspiracy
Seaspiracy ist ein US-amerikanischer Dokumentarfilm aus dem Jahr 2021, unter Regie von Ali Tabrizi. Er wurde von Kip Andersen produziert, der bereits 2014 mit Cowspiracy Bekanntheit erlangte. Der Film befasst sich mit den ökologischen Auswirkungen des globalen Fischfangs und wird auf der Streaming-Plattform Netflix angeboten. Dort erregte er eine hohe Aufmerksamkeit.
Im Film wird die Auswirkung der industriellen Fischerei im Hinblick auf die Zerstörung mariner Ökosysteme deutlich gemacht. Internationalen Umweltschutzorganisationen wird vorgeworfen, dieses Problem bewusst zu ignorieren. Mehrfach wird im Film darauf plädiert, zum Schutz der marinen Ökosysteme auf Fischkonsum strikt zu verzichten.
Beim Titel Seaspiracy handelt es sich – in Analogie zum Film Cowspiracy – um ein Kofferwort aus den englischen Wörtern sea („Meer“) und conspiracy („Verschwörung“).

## Inhalt
Der britische Regisseur und Protagonist Ali Tabrizi geht den Geheimnissen der Fischerei auf den Grund und nimmt dabei den Zuschauer mit auf eine investigative Entdeckungsreise. Dabei werden mehrere Umweltprobleme aufgegriffen, etwa Geisternetze, Plastikmüll in den Ozeanen, die Überfischung und hohe Beifang-Quoten.
Der Film beginnt mit einem Rückblick auf Tabrizis Kindheit. Bereits als Kind war er vom Meer fasziniert und hegte den Traum, einmal Meeresforscher zu werden und die Unterwasserwelt mit Bildern einzufangen. Nach seinem College-Abschluss wollte er sich diesen Traum mit einem Filmprojekt über den Ozean erfüllen und begann mit den Dreharbeiten von Seaspiracy. Zunächst sei der Film jedoch nicht als investigativer Dokumentarfilm über die Machenschaften der Fischerei, sondern vielmehr als Dokumentation über die Schönheit der Unterwasserwelt gedacht gewesen, heißt es in den ersten Minuten des Films. Schließlich ändert sich die Sichtweise Tabrizis schnell, als er auf das Walsterben und die Verschmutzung der Ozeane durch den Menschen aufmerksam wird. Seitdem setzt sich Tabrizi für den Umweltschutz ein, sammelt regelmäßig Plastikmüll an Stränden und verzichtet auf Einwegplastik. Er nimmt die Umweltprobleme zum Anlass, Recherchen anzustellen und die Hintergründe aufzudecken.
Zuerst reist Tabrizi mit seiner Frau Lucy nach Japan, wo er die jährliche Delfinjagd in Taiji dokumentiert. Danach geht er in Hongkong dem Handel mit Haifischflossen auf den Grund. Schließlich hinterfragt er die „nachhaltige“ Fischerei und die Verschmutzung der Meere. Illegalen Fischfang erlebt er auf einem Aktivistenschiff von Sea Shepherd Global in Liberia. Dann reist er nach Schottland und beschäftigt sich mit dem Konzept der Aquakultur. Auf einer Fischmesse konfrontiert er thailändische Fischereivertreter mit dem Vorwurf der Sklaverei. Daraufhin fliegt er nach Bangkok und befragt Opfer von Sklaverei auf See. Auf den Färöer-Inseln sieht Tabrizi sich gemeinsam mit seiner Frau eine alte Form des Walfangs an, die ihn ebenso schockiert wie die brutale Delfinjagd in Taiji.
Über den gesamten Film kommen immer wieder Experten und Umweltaktivisten zu Wort, die das Gesehene kommentieren und mit Zahlen untermalen.

### Kernaussagen des Films
Im Verlauf des Films werden insbesondere folgende Thesen aufgestellt, die auch auf der Website des Films nebst Zeitstempel und Quellenangaben nachzulesen sind:
- Die Ozeane absorbieren viermal so viel CO2 wie der Amazonas-Regenwald. Bis zu 85 % des weltweiten Sauerstoffs wird von Phytoplankton erzeugt. Daher sind die marinen Ökosysteme für das Klima auf der Erde entscheidend.
- Haie sind für die Gesundheit der Meere essenziell, weil sie das Artengleichgewicht aufrechterhalten. Ungefähr 50 Mio. Haie werden jedoch jährlich als Beifang industrieller Fischerei getötet und anschließend als Abfall zurück ins Meer geworfen, sodass viele Haiarten vom Aussterben bedroht sind. Über 300.000 Wale und Delfine sterben ebenfalls jedes Jahr als Beifang, ohne irgendeine Verwertung zu finden. Aufgrund der durch Überfischung verknappten Fischbestände werden Delfine sogar zunehmend als Konkurrenten der Fischer gesehen und deshalb vielerorts gejagt und getötet.
- 46 % des Plastikmülls im Great Pacific Garbage Patch besteht aus Plastik-Fischernetzen, ein wesentlicher weiterer Teil aus sonstiger Fischereiausrüstung. Plastikstrohhalme, die regelmäßig in der Kritik stehen, machen hingegen nur 0,03 % des Plastikmülls in den Weltmeeren aus.
- Nachhaltiger Fischfang ist nicht möglich, da nicht effektiv kontrolliert werden kann, was auf hoher See geschieht. Die einzige Lösung dieses Problems besteht darin, keinen Fisch zu essen.
- Die Menschheit kann nicht mit einem toten Meer überleben. Durch die Industrialisierung der Fischerei wird das Leben in den Weltmeeren jedoch in rasendem Tempo zerstört.
- Bis 2048 gibt es aufgrund von Überfischung weltweit keine Fischbestände mehr, dann sind nur noch „leere Ozeane“ vorzufinden. Infolgedessen wird auch die Meeresvegetation größtenteils absterben.
- Schleppnetzfischerei zerstört jedes Jahr 1,5 Mrd. Hektar Meeresvegetation, während jährlich etwa 10 Mio. Hektar Wald abgeholzt werden. Insofern ist sie umweltschädlicher als sämtliche Waldrodungen, findet in der öffentlichen Diskussion allerdings kaum Beachtung.
- Experten sind der Auffassung, dass 30 % der Meere geschützt sein sollten. Jedoch sind derzeit nur rund 5 % der Meere geschützt und in 90 % dieser Meeresschutzgebiete darf gefischt werden, sodass de facto nur weniger als 1 % der Weltmeere geschützt sind.
- Die Fischereiindustrie wird jedes Jahr mit 35 Mrd. US-Dollar subventioniert. Laut UN würden bereits 30 Mrd. US-Dollar im Jahr genügen, um den Welthunger zu bekämpfen. Die industrielle Fischerei fördert den Welthunger jedoch, weil einheimischen Küstenbewohnern durch die Aktivitäten internationaler Fischereigroßbetriebe vielerorts die Nahrungsgrundlage entzogen wird.
- Aquakultur stellt keine ökologisch verträglichere Alternative zur Fischerei dar, weil die Zuchtfische mit Fischmehl und -öl gefüttert werden, das wiederum mittels Fischerei gewonnen wird. Dabei wird mehr Fisch verfüttert, als aus der Zucht gewonnen wird. Außerdem kommt es durch die räumlich engen Zuchtanlagen zu stark konzentrierten Umweltverschmutzungen durch organische Abfälle und zur vermehrten Ausbreitung von Krankheiten, sodass rund 50 % der Fische frühzeitig verenden.
- Der Verzehr von Fisch ist nicht gesund, weil im Fisch giftige Schwermetalle wie Quecksilber und andere industrielle Abfallstoffe enthalten sind, die sich im Meer anreichern. Die Nachteile dieser Giftstoffbelastungen überwiegen die Vorteile, die sich aus den Nährstoffen des Fisches ergeben. Die gesunden Omega-3-Fettsäuren werden nicht vom Fisch selbst gebildet, sondern entstehen in den Mikroalgen, sodass der Fisch als „Zwischenwirt“ für die Versorgung des Menschen mit Omega-3-Fettsäuren gar nicht erforderlich ist. Es gibt bereits Fischersatzprodukte, die aus Omega-3-haltigen Meerespflanzen hergestellt werden und geschmacklich nicht von Fisch zu unterscheiden sind.[5]

### Kritik an Umweltschutzorganisationen

MSC-Siegel

DOLPHIN-SAFE-Siegel

Die Filmemacher kritisieren Organisationen wie den Marine Stewardship Council (MSC-zertifizierte Fischerei) oder das Earth Island Institute (Dolphin Safe) für die Vergabepraxis von Nachhaltigkeitszertifikaten. Ihnen wird vorgeworfen, nicht gewährleisten zu können, dass Fisch tatsächlich nachhaltig gefangen werde. Man würde etwa die „Delfinfreundlichkeit“ an Logbuchdaten festmachen, sodass ein Fischereiunternehmen bereits als „delfinfreundlich“ zertifiziert werde, wenn der Kapitän behaupte, es sei kein Delfin als Beifang ins Netz gegangen. Weiter wird kritisiert, dass sich diese Organisationen vor allem aus der Vergabe der Nachhaltigkeitszertifikate finanzierten und oft eng mit der Fischereiindustrie verflochten seien, sodass es Interessenkonflikte gebe. In Bezug auf den MSC heißt es im Film, dass dieser seine Einnahmen zu 80 % aus den Zertifizierungsgebühren für das blaue Nachhaltigkeitssiegel erwirtschafte und dass kaum ein Antrag auf das Zertifikat abgelehnt werde, was Fragen bezüglich der Glaubwürdigkeit aufwerfe. Beispielhaft wird von Sea Shepherd ein Thunfischfangboot angeführt, das 45 Delfine getötet habe, um acht Thunfische zu fangen und trotzdem als „delfinfreundlich“ zertifiziert sei.
Der Umweltschutzorganisation Plastic Pollution Coalition wird im Film vorgeworfen, zu vertuschen, dass ein Großteil des Plastikmülls in den Ozeanen aus Fischereiausrüstung bestehe. Dieser Vorwurf wird auch anderen Organisationen wie Greenpeace, dem WWF und Friends of the Earth gemacht. Im Film heißt es pauschal, man würde regelmäßig daran appellieren, auf Plastikstrohhalme, Einwegbesteck oder Kaugummi zu verzichten, aber nicht auf die Probleme des Fischfangs hinweisen oder sich für eine Reduzierung des Fischkonsums aussprechen.
Oceana, eine der weltweit größten Meeresschutzorganisationen, wird dafür kritisiert, dass sie auf ihrer Website nicht darauf hinweise, dass eine Reduzierung des Fischkonsums oder der gänzliche Verzicht auf das Verspeisen von Fisch sinnvoll sei, um den negativen Auswirkungen des Fischfangs auf die Umwelt entgegenzuwirken. Stattdessen rate man dazu, nur als „nachhaltig“ zertifizierten Fisch zu konsumieren, was jedoch aufgrund der aufgezeigten Unglaubwürdigkeit solcher Nachhaltigkeitssiegel aus Sicht der Filmemacher nicht zielführend sei. Im Interview räumte eine Oceana-Sprecherin ein, dass es keine eindeutige Definition für nachhaltige Fischerei gebe und dass der Verbraucher selbst nicht richtig einschätzen könne, welcher Fisch wirklich nachhaltig ist und welcher nicht. Zur Frage der Nachhaltigkeit könne man „keine fundierte Entscheidung treffen“. Auf die Frage, warum man den Verbrauchern dann nicht empfehle, den Fischkonsum einzuschränken oder zu stoppen, antwortete die Sprecherin lediglich: „Wir haben dazu keine Meinung. Diese Frage hat noch keiner gestellt.“

## Mitwirkende
- Ali Tabrizi (Umweltaktivist)
- Richard O’Barry (Gründer des Dolphin Project)
- Lori Marino (Gründerin des Whale Sanctuary Project)
- Paul de Gelder (Hai-Aktivist)
- Callum Roberts (Meeresbiologe)
- Gary Stokes (Mitbegründer von Oceans Asia)
- Peter Hammarstedt (Sea Shepherd Global)
- Lamya Essemlali (Sea Shepherd Frankreich)
- Mark J. Palmer (Earth Island Institute)
- George Monbiot (Journalist, Umweltschützer)
- Sylvia Earle (Ozeanografin, National Geographic Society)
- Cyrill Gutsch (Gründer von Parley for the Oceans)
- Paul Watson (Gründer der Sea Shepherd Conservation Society)
- María José Cornax (Oceana)
- Karmenu Vella (EU-Kommissar für Umwelt, Maritime Angelegenheiten und Fischerei)
- Don Staniford (Gründer von Scottish Salmon Watch)
- Jonathan Balcombe (Biologe, Autor)
- Michael Greger (Arzt, Autor)[11]

## Veröffentlichung & Rezeption
Der Film hatte am 24. März 2021 Weltpremiere auf der Streaming-Plattform Netflix. Dort war er zunächst nur in englischer Sprache verfügbar, wurde inzwischen jedoch auch auf Deutsch synchronisiert. In mehreren Ländern war der Dokumentarfilm kurz nach seiner Veröffentlichung einer der zehn meistgesehenen Filme auf Netflix und sorgte in den sozialen Medien für eine erhebliche Resonanz. Bei IMDb hat er gute Wertungen erhalten und wird dort vom Publikum überwiegend empfohlen. Der US-amerikanische Aggregator Rotten Tomatoes erfasste 75 % wohlwollende Kritiken.
Von den Medien wird der Film dafür gelobt, dass er auf wesentliche Probleme des industriellen Fischfangs aufmerksam macht und die Menschen zum Nachdenken anregt. Es gibt jedoch Kritik hinsichtlich der im Film gemachten Aussagen. So werfen Nichtregierungsorganisationen, Nachhaltigkeitslabels und im Film interviewte Experten den Autoren vor, Interviews aus dem Kontext gerissen und teils fehlerhafte Statistiken benutzt zu haben. Die Tageszeitung The Hindu wirft dem Film vor, unter dem Vorwand des Investigativjournalismus Falschinformationen zu verbreiten. Global Citizen hat in einem Faktencheck fünf Kernaussagen des Films auf den Prüfstand gestellt und ist zu dem Ergebnis gelangt, dass drei der Aussagen wahr, eine Aussage teilweise wahr und eine Aussage veraltet und daher nicht belegbar seien.